# Измайловский проспект (Санкт-Петербург)
Изма́йловский проспект — проспект в историческом районе Роты Адмиралтейского административного района Санкт-Петербурга. Меридиональная радиальная магистраль на Безымянном острове. Проходит от набережной реки Фонтанки до набережной Обводного канала. Продолжает на юг Вознесенский проспект. Параллелен Лермонтовскому и Московскому проспектам.

## История названия
С конца XVIII века известно название Измайловский проспект. Параллельно существовало название Большой Измайловский проспект.
С 6 октября 1923 года по 13 января 1944 года носил название проспект Красных Командиров. Переименование было произведено с целью искоренения дореволюционных понятий и замены их на советские.

## История

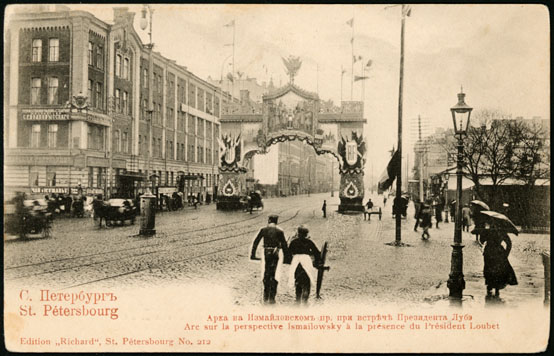
Арка на Измайловском проспекте к приезду президента Франции Эмиля Лубе в 1902 году

Проложен в 1740-х годах. Современное название получил в 1798 году по Измайловскому полку, расквартированному тогда по обеим сторонам проспекта (дома 2—12 и 9—17, сохранились частично).
В 1792—1828 годах иногда считался частью Вознесенского проспекта.

## Пересечения
С севера на юг (по увеличению нумерации домов) Измайловский проспект пересекают следующие улицы:
- набережная реки Фонтанки — пересечение с переходом Измайловского в Вознесенский проспект по Измайловскому мосту;
- Троицкая площадь с пересечением Троицким проспектом и 1-й Красноармейской улицей;
- 13-я и 2-я Красноармейские улицы — примыкание;
- 8-я и 3-я Красноармейские улицы — примыкание;
- 9-я и 4-я Красноармейские улицы — примыкание;
- 10-я и 5-я Красноармейские улицы — пересечение;
- 11-я и 6-я Красноармейские улицы — примыкание;
- 12-я и 7-я Красноармейские улицы — пересечение;
- набережная Обводного канала — пересечение по Варшавскому мосту.

## Транспорт

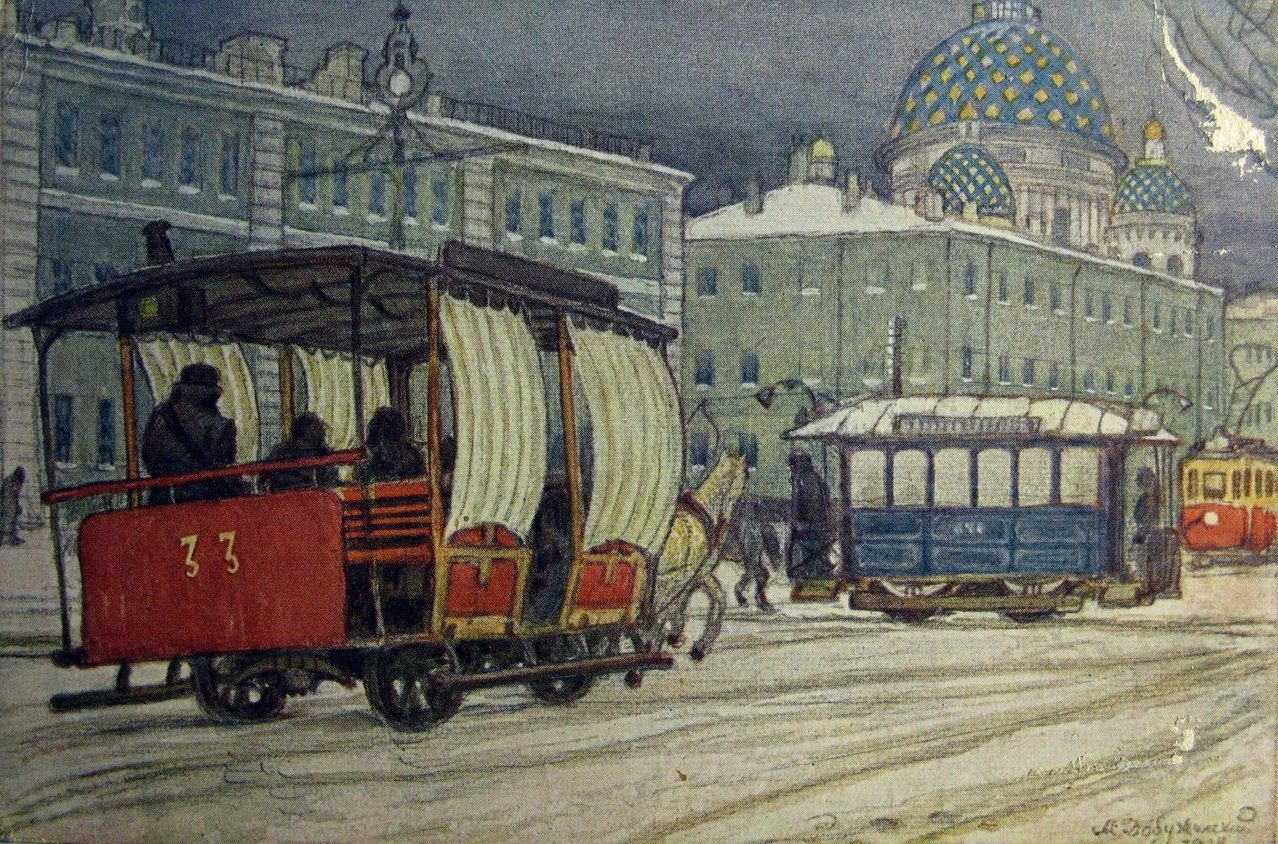
На рисунке Мстислава Добужинского.

Ближайшие к Измайловскому проспекту станции метро — «Балтийская» 1-й (Кировско-Выборгской) линии (около 500 м по прямой до конца проспекта) и «Технологический институт» (около 600 м по 1-й Красноармейской улице).
По Измайловскому проспекту проходят маршруты социальных автобусов № 10, 70 и 71.
В 1908—2006 годах на Измайловском проспекте существовало трамвайное движение, а с 1970-х годов до 1991 года — троллейбусное. Проспект пересекает трамвайная линия по Троицкому проспекту и 1-й Красноармейской улице.
На расстоянии около 500 м по прямой от конца Измайловского проспекта находится Балтийский вокзал. В створе проспекта находится здание бывшего Варшавского вокзала.

## Достопримечательности

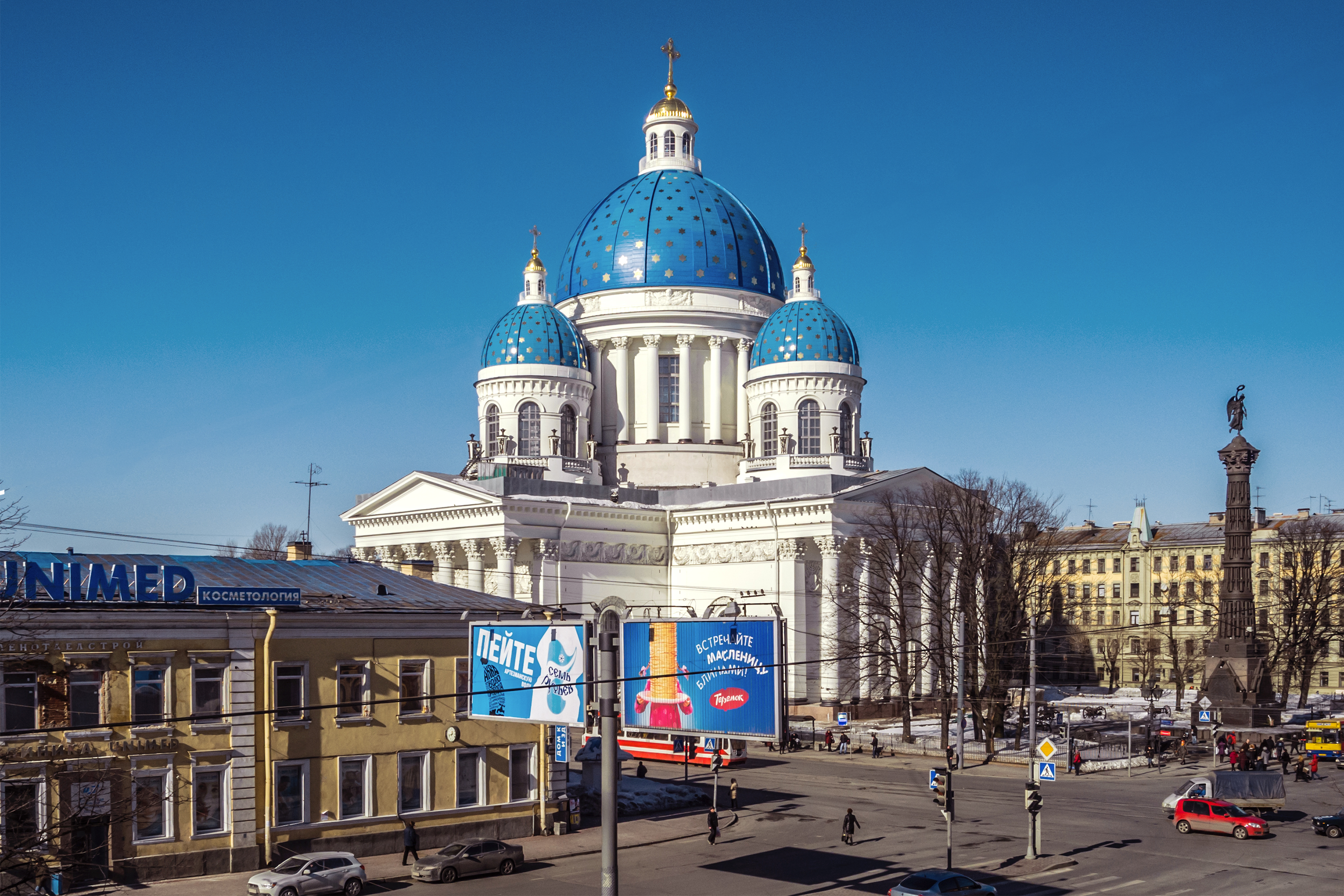
Троице-Измайловский собор и Колонна Славы

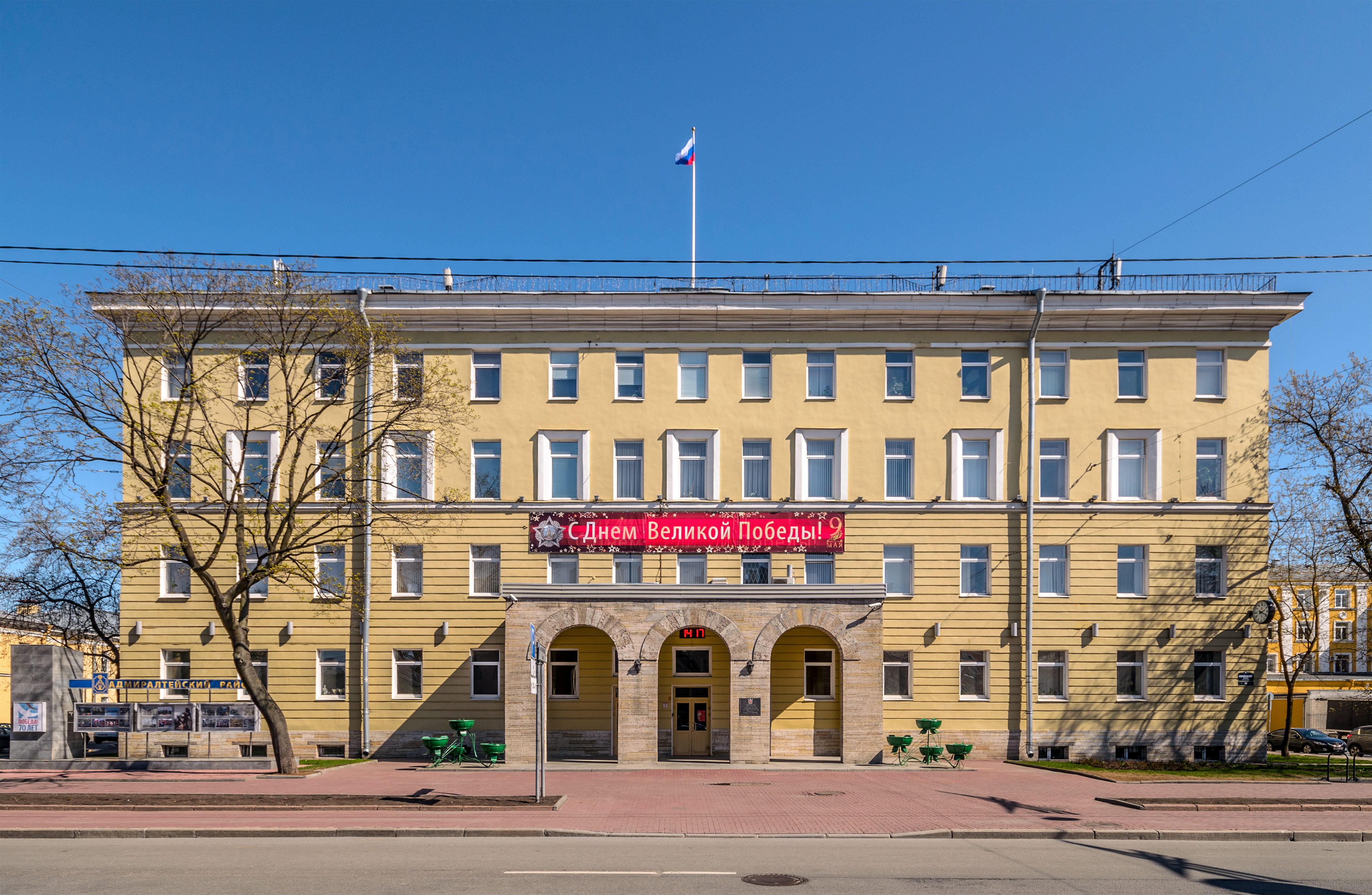
Администрация Адмиралтейского района

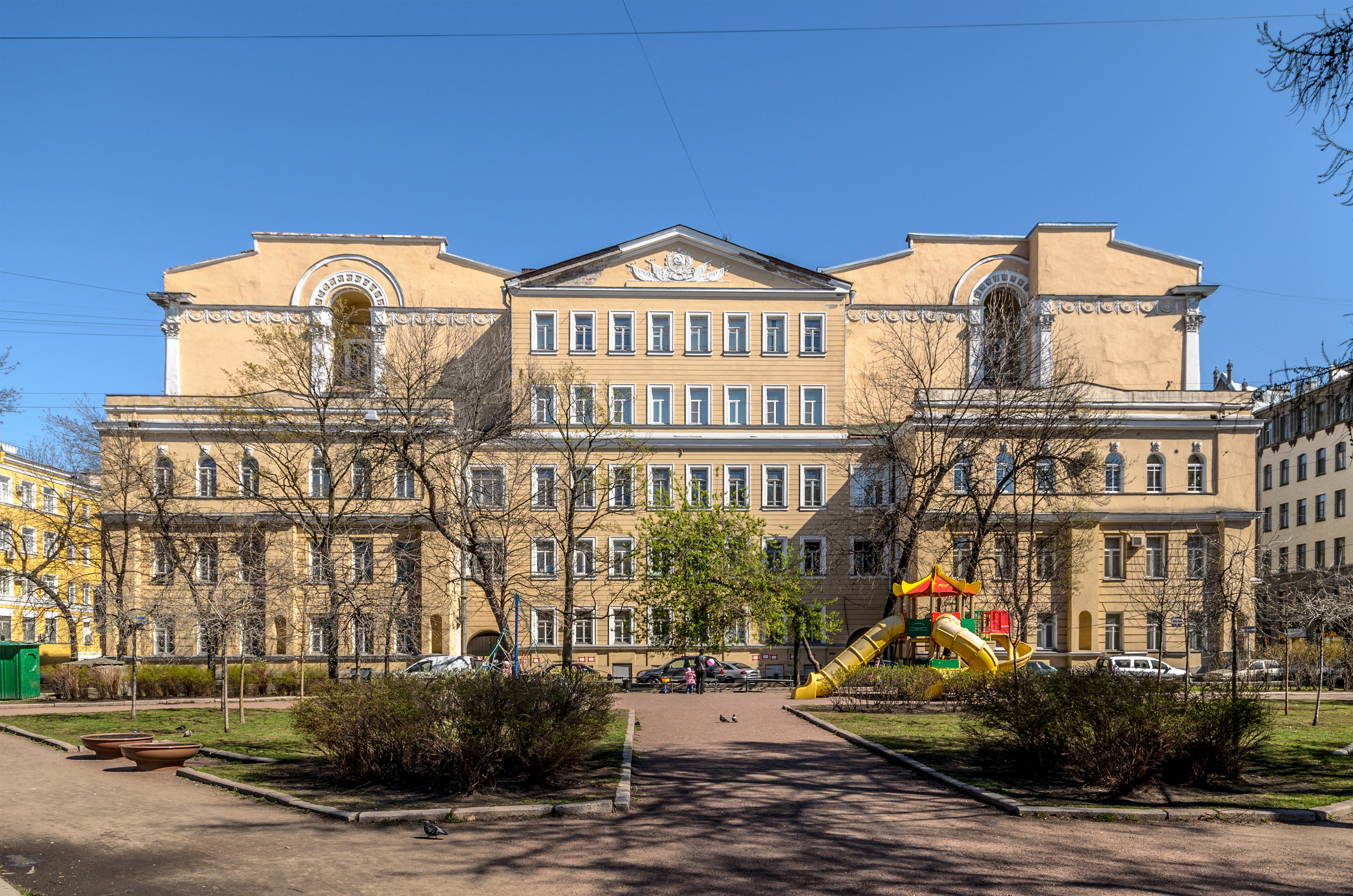
Здание бывшего Московско-Нарвского райисполкома (дом 14)

- дом 1 (наб. р. Фонтанки, 122) — Дом Серебряковых, 1840, архитектор Луиджи Руска[6];
- дом 4, литера А — часовня Троицкого собора;  781510346920026
- дом 5 — дом Т. Гусева (Евреиновой), построен в 1840—1841 гг. архитектором А. В. Голле, частично перестроен в 1868 году по проекту М. А. Макарова[6];
- дом 7а, литера А — Троице-Измайловский собор Колонной Славы на углу Троицкого проспекта;  781520346920006
- «Измайловский гостиный двор» (на углу 1-й Красноармейской улицы) — 1-я Красноармейская улица, дом 15;
- дом 7 — дом Н. И. Шпейфера (доходный дом страхового общества «Саламандра»), XVIII — нач. XIX в., перестроен в 1876—1877 гг. по проекту М. Ф. Петерсона, расширен в 1900—1902 гг. (корпус со стороны Троицкой площади), архитектор А. С. Пронин[6];  7831065000. В доме жил народный артист РСФСР Л. Н. Дьячков.
- дом 8 — Детская школа искусств имени Мстислава Ростроповича;
- Администрация Адмиралтейского района (между 4-й и 5-й Красноармейскими улицами) — дом 10;
- дом 16, литеры А, Б, В (7-я Красноармейская улица, 28-30) — Доходный дом сельскохозяйственного товарищества «Помещик», 1911—1913 гг., арх. Я. З. Блувштейн;  7831066000
- дом 23, литера А (12-я Красноармейская улица, дом 2) — Санкт-Петербургский медико-технический колледж;
- дом 24 — общежитие № 1 Балтийского государственного технического университета;
- дом 27 — комплекс зданий химической лаборатории (для С.-Петербургской химической лаборатории), 1881—1882, архитектор Э. И. Жибер, перестроил в 1907 архитектор Р. И. Китнер[6];  7831067000
- дом 29 — жилой дом, типография и гимназия А. Ф. Маркса — Типография № 2 им. Евгении Соколовой. Арх. Н. В. Дмитриев — постройка 1898—1900, арх. Шперер, Людвиг Францевич — дворовые постройки 1894—1895[7][8].  7831068000

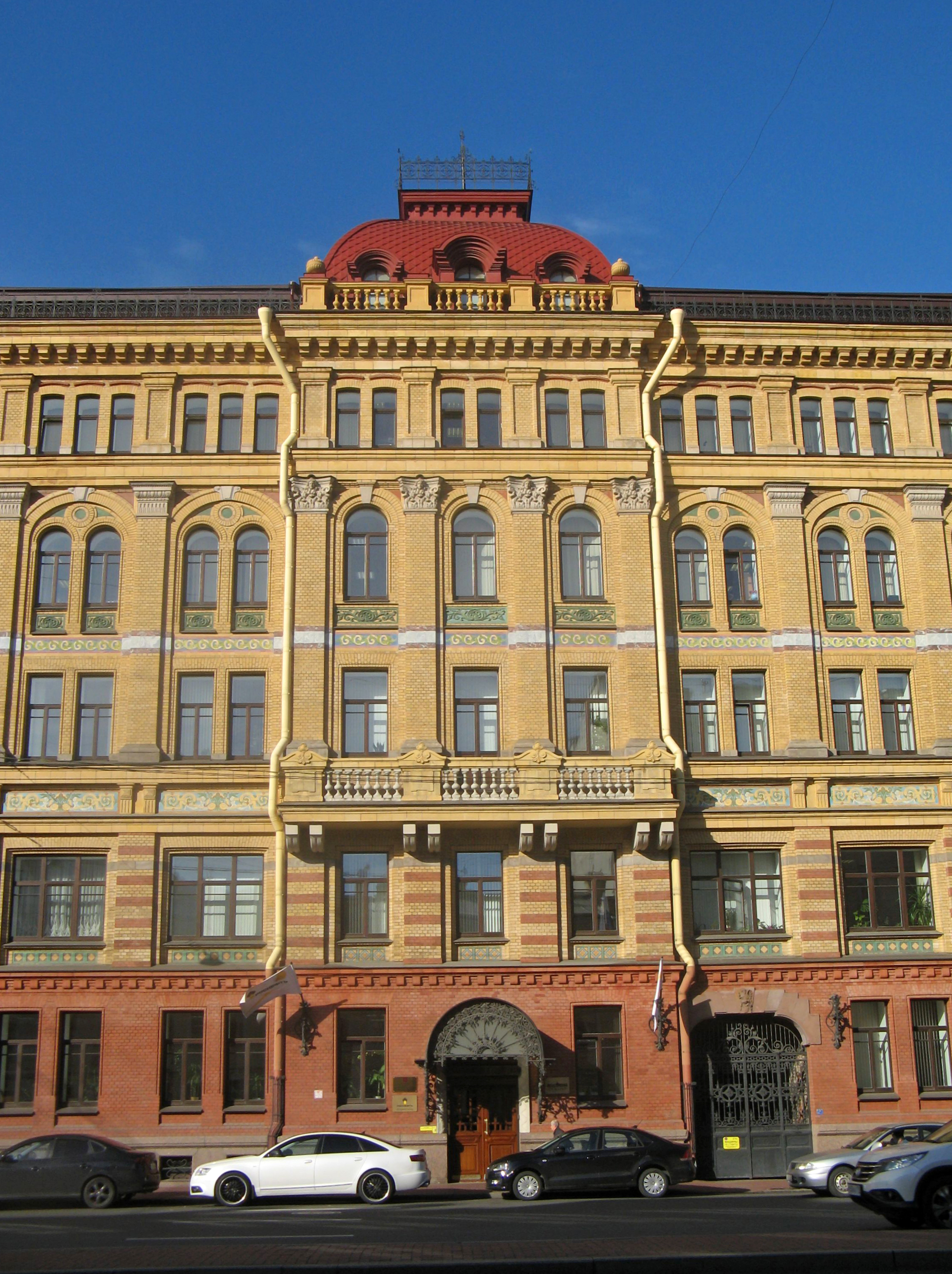
Фасад б. заведений А. Ф. Маркса (дом 29)

## Перспективы развития
Планируется соединить Измайловский проспект с Новоизмайловским.